# The Jaded Hearts Club
The Jaded Hearts Club (initialement connu sous le nom de Dr. Pepper's Jaded Hearts Club Band) est un supergroupe britannique formé en 2018. Il se compose de Miles Kane (The Last Shadow Puppets) et Nic Cester (Jet) au chant, Matt Bellamy (Muse) à la basse et au chant, Graham Coxon (Blur) et Jamie Davis (Graham Coxon's side project, Transcopic) à la guitare, et Sean Payne (The Zutons) à la batterie,,. Les artistes Paul McCartney, Chris Cester, Dominic Howard, Ilan Rubin, et Christopher Wolstenholme apparaissent occasionnellement aux côtés du groupe.
Le groupe se forme dans le but de réinterpréter de manière plus contemporaines des vieux classiques perdus de la soul à l'image des Rolling Stones ou des Beatles.

## Histoire du groupe
Le groupe se forme en tant que groupe de reprise des Beatles lors d'une soirée privée à Los Angeles en 2018. Le nom initial du groupe fait d'ailleurs référence à Sgt Pepper's Lonely Hearts Club Band des Beatles. Ils se réunissent dans le but de remettre à la lumière du jour des classiques perdus de la soul. Malgré la notoriété des musiciens qui composent le groupe, ce dernier se produit dans des clubs majoritairement dans des soirées privées, souvent à but caritatif, comme au Teenage Cancer Trust en 2018.
Le 3 juin 2019, le groupe donne un concert privé caritatif au 100 Club de Londres pour les enfants malades, où ils enregistrent leur premier album live. L'album sort le 17 janvier 2020 en édition limitée sur vinyle au profit de l'association caritative anglaise Shooting Stars Children’s Hospice. L'album comprend des reprises des morceaux cultes comme My Generation de The Who, Paint It Black des Rolling Stones ou encore Twist & Shout, Helter Skelter, Please Please Me et Back in The U.S.S.R. des Beatles.
En avril et mai 2020, lors du confinement de coronavirus, le groupe sort ses deux premiers singles, Nobody but Me, reprise du groupe américain The Human Beinz de 1967 puis This Love Starved Heart Of Mine (It’s Killing Me), une version perdue de 1967 de Marvin Gaye qui apparaîtront sur le premier album studio.
Cet album intitulé You've Always Been Here paraîtra le 2 octobre 2020. Le titre, la pochette et la date de sortie sont dévoilés le 31 juillet 2020 sur les réseaux sociaux. L'album est produit par le leader de Muse, Matt Bellamy et son label Helium-3[réf. souhaitée]. Il se compose de 11 morceaux minutieusement sélectionnés parmi des centaines de rares morceaux de soul. Matthew Bellamy déclare ceci dans le magazine NME, : « J’ai récemment lu, et ça m’a fait rire, que le rock était le nouveau jazz. Ça devient un genre ésotérique, mais toujours avec un important impact historique et culturel. Comme le jazz, qui réinvente souvent de vieilles chansons, The Jaded Hearts Club entretient la tradition de groupes comme The Beatles et The Rolling Stones qui ont pris de grands standards de blues et de soul pour les réenregistrer dans un style plus moderne. ».

## Le groupe

### Membres du groupe
- Matt Bellamy : basse, chant, production
- Miles Kane : chant
- Nic Cester : chant, guitare
- Graham Coxon : guitare, chœur
- Sean Payne : batterie, chœurs
- Jamie Davis : guitare rythmique, chœurs

### Identité visuelle
Tout l'univers graphique et la communication se fait en noir et blanc, pochettes, communication sur les réseaux sociaux, photos, vidéo de concerts, etc., comme pour rappeler que leur source d'inspiration se situe dans les années 1960.

## Discographie

### Albums live
L'album live est en mémoire de Martin Davis, patron du Shooting Star Chilldren’s Hospices.

### Singles
- 15 avril 2020 : This Love Starved Heart Of Mine (It's Killing Me)
- 2 mai 2020 : Nobody But Me
- 31 juillet 2020 : Reach Out I'll Be There